# Mai Villadsen
Mai Villadsen (Kibæk, 26 de diciembre de 1991) es una política danesa, miembro del Folketing y ex portavoz política de la Alianza Roji-Verde. Villadsen ha sido miembro del Folketing desde las elecciones generales de 2019.

## Vida personal
Villadsen creció en la ciudad de Kibæk, que es uno de los lugares de Dinamarca donde la Alianza Roji-Verde obtiene la menor votación. Es hija de los maestros de escuela primaria Jørn Sloth Andersen y Lisbeth Ejby Villadsen. Como inspiración para entrar en política, Villadsen ha mencionado a su abuela, que era costurera y activa en la vida sindical.
Villadsen asistió a la escuela Kibæk desde 1997 hasta 2007 y se convirtió en estudiante de Gefion Gymnasium en 2011, pero sin completar posteriormente la educación superior.
Desde 2013 hasta 2015, Villadsen trabajó como consultora juvenil en el sindicato HK Dinamarca, donde trabajó con la organización de jóvenes en la comunidad profesional y asesoró a sus miembros en relación con los despidos.
Desde 2015 hasta 2019, fue asesora política en la Alianza Roji-Verde. Casi al mismo tiempo, trabajó como conferencista externa en el think tank CEVEA y en el período de 2015 a 2017 como gerenta de proyectos externos y conferencista en DeltagerDanmark. El trabajo consistió, entre otras cosas, en formar a jóvenes activistas profesionales en debate y organización.

## Carrera política
Villadsen fue elegida para el parlamento en las elecciones de 2019, donde recibió 2.572 votos. El 10 de febrero de 2021, se convirtió en la portavoz política de la Alianza Roji-Verde al reemplazar a Pernille Skipper.